# Phaea elegantula
Phaea elegantula là một loài bọ cánh cứng trong họ Cerambycidae.